# Rozlewisko

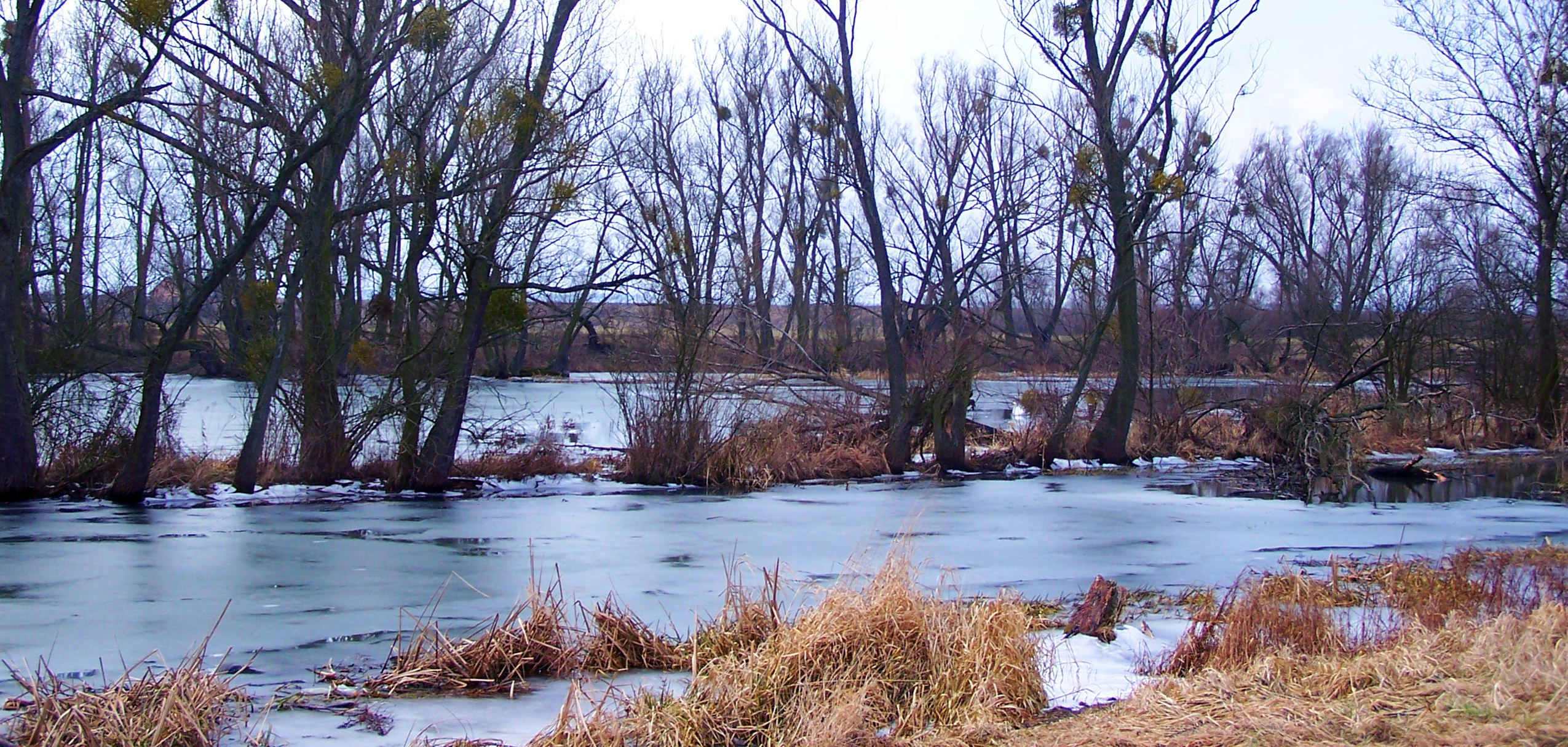
Rozlewisko

Rozlewisko – teren bagnisty i zwykle położony przy rzekach i jeziorach. Po zimie, kiedy topnieją lody i śnieg, podnosi się stan wody tworząc rozlewiska wodne, które miejscami przekształcają się w bagna lub oczka wodne.